# Jonas Olsson (football, 1983)
Pour les articles homonymes, voir Jonas Olsson.
Jonas Olsson, né le 10 mars 1983 à Landskrona en Suède, est un footballeur international suédois. Il évolue au poste de défenseur central.

## Palmarès
- Coupe de Suède : 2018

### Distinctions personnelles
- NEC Nimègue
  - 2006-2007 : élu joueur de l'année par les supporters